# Bjäresjö församling
Bjäresjö församling var en församling i Lunds stift och i Ystads kommun. Församlingen uppgick 2002 i Ljunits församling.

## Administrativ historik
Församlingen har medeltida ursprung. 
Församlingen var från 1532 till 1869 i pastorat med Ystads Sankt Petri församling, före 1677 som moderförsamling, därefter som annexförsamling. Från 1869 till 1 maj 1927 var den moderförsamling i pastoratet Bjäresjö och Hedeskoga för att därefter till 1962 vara annexförsamling i pastoratet Sövestad, Bromma, Bjäresjö och Hedeskoga. Från 1962 till 2002 var den annexförsamling i pastoratet Balkåkra, Snårestad, Skårby, Sjörup och Bjäresjö. Församlingen uppgick 2002 i Ljunits församling.

## Kyrkor
- Bjäresjö kyrka